# Falkon
Falkon(이전 이름: QupZilla)은 KDE에서 개발한 자유 오픈 소스 웹 브라우저이다. 크로미엄 브라우저 코어의 래퍼인 QtWebEngine을 기반으로 구축되었다.
KaOS와 openMandriva Lx는 모두 Falkon을 기본 브라우저로 사용한다.

## 기능
Falkon은 사용자 데스크톱 운영 체제의 기본 모양과 느낌에 일치하는 여러 아이콘 집합과 기타 요소를 제공한다. 브라우저의 일부 추가 기능에는 단일 위치에 기록, 웹 피드 및 북마크 통합, 전체 페이지의 스크린샷을 찍는 기능 및 오페라와 유사한 "스피드 다이얼" 홈페이지가 포함된다. 파이어폭스 및 구글 크롬과 같은 주요 범용 브라우저보다 시스템 리소스를 적게 소비하는 것으로 보고되었다.
Falkon은 Qt 크로스 플랫폼 애플리케이션 프레임워크를 사용하고 내장 애드블록을 제공한다. 기본적으로 이 광고 차단기는 Falkon의 주요 검색 엔진인 덕덕고의 웹페이지를 허용 목록에 추가한다. 윈도우 플랫폼용 "이식 가능한"(무설치) 버전이 존재한다. Falkon은 PortableApps 포맷으로도 배포된다.

## 같이 보기
- 웹 브라우저 목록